# Disciples: Sacred Lands
A Disciples: Sacred Lands egy 1999-ben megjelent számítógépes körökre osztott stratégiai játék, melyet a Strategy First fejlesztett és a GT Interactive adott ki. A játék egy fiktív univerzumban, Nevendaarban, a Megszentelt Földeken játszódik, ahol négy frakció: a Birodalom (emberek), a Hegyi Klánok (törpök), a Kárhozottak Légiója (démonok), és az élőhalott hordák harcolnak egymás ellen.
Megjelenésekor a játék nem keltett különösebb visszhangot, de két folytatás is készült hozzá: a Disciples II: Dark Prophecy 2002-ben, a Disciples III: Renaissance 2010-ben jelent meg. 2003 májusában a Gamer Magazin teljes játékaként Magyarországon is megjelent.

## Történet
A játék univerzumát a Mennyei Atya (Highfather) teremtette, akinek legkedvesebb angyala Bethrezen volt. Neki is teremtő hatalmat adott, így jött létre Nevendaar. Más angyali lények segítségével benépesítette és elrendezte a földet, majd elment, hogy elmesélje munkáját a Mennyei Atyának. Csakhogy a többi angyal a távollétében, mert féltékenyek voltak Bethrezenre, hogy ő a Mennyei Atya kedvence, tönkretették a világot. Így mire a Mennyei Atya megérkezett, hogy megszemlélje a teremtést, káoszt, pusztulást és háborút látott. Ebbéli haragjában Bethrezent hibáztatta, ezért száműzte őt és az általa teremtett világ köreihez kötötte örökre. Tízezer év elteltével Bethrezenben egyre nőtt a gyűlölet a Mennyei Atyával és az emberekkel szemben, amiért igazságtalanul kárhoztatták erre a sorsra. A föld mélyében lávából hozott létre egy démonhadsereget, mindenki tudta nélkül, és mivel ő maga nem hagyhatta el a börtönét, seregeit küldte el, hogy pusztítsanak el mindenkit. Először a tündéket támadták meg, akik a törpök földjére menekültek, s a két nép közt viszály dúlt. Gallean és Soliniele, két angyal követelte Wotantól, a harmadik társuktól, hogy büntesse meg a törpöket tetteikért. Wotan válaszul megölte Galleant és szívét a Napba hajította. Soliniele utánaugrott, és bár megmentette, saját bőrét leégette a tűz és belülről is megváltozott: felfedezte, hogy a halottakat képes feltámasztani. Felvette a Mortis nevet, és élőhalott seregeket toborozva Wotan és a törpök ellen indult, hogy bosszút álljon egykori szerelméért.

## Játékmenet
A játékban három fontosabb pont van. Az egyik a frakció fővárosa, ahol egységeket tud felvenni, építkezni tud, és varázslatokat tud kifejleszteni. A másik a térkép, ahol hősöket és egyéb csapatokat tud irányítani. A harmadik a csatatér, amely akkor jön fel, ha ellenséges karakterekkel kell összecsapnunk. A Disciples nagyon hasonlít a Heroes of Might and Magic sorozatra, mégis vannak benne olyan elemek, amelyek egyértelműen megkülönböztetik. Például nem lénycsapatokat, hanem csak egyetlen lényt vehetünk fel a hősünk mellé, akikből eleve csekély, korlátozott számú lehet csak jelen a csapatunkban. Valamennyi felvett lény a legalacsonyabb szinten kezd, aztán tapasztalati pontok gyűjtésével fejlődhet illetve alakulhat át erősebb lénnyé. A csatatéren a lényeknek fix pozíciója van, egyáltalán nem mozognak. Amellett, hogy több várunk is lehet, a főváros egy karakterisztikus település, egyedi formával, és jellegzetessége, hogy egy nagyon erős lény védelmezi. Tehát a másik frakciót teljes egészében legyőzni csak úgy lehet, ha egy kellően erős hős végez ezzel az őrrel. Valamennyi frakció várai körül speciális talaj húzódik (zöld mező, láva, pusztaság, vagy hófedte táj), ez terjeszkedik a térképen, és a nyersanyaglelőhelyek is ettől függően hozzák nekünk a termelésüket. Léteznek külön egységek, amelyek karókat tudnak leütni különféle helyekre és ezzel terjesztik a talajt. Emellett toborozhatunk tolvajokat, akik az ellenségtől tudnak lopni ezt-azt vagy hátbatámadni őket.
A Disciples jellegzetes képi világgal is rendelkezik, amit a későbbi részek is átvettek bizonyos szintig. Jellegzetessége, hogy félig kézzel rajzolt, a sötétbarna és homokszín dominál a képernyőn, a részletek barokkosak és szándékosan elnagyoltak.

## Fogadtatás
A játék megjelenésekor nem kapott nagy sajtóvisszhangot, így viszonylag ismeretlen maradt. A GameSpot 1999-ben kitüntette a nem túl hízelgő "A legjobb játék, amivel senki nem játszik" díjjal. A kritikák mindazonáltal pozitívak voltak.

## Fordítás
Ez a szócikk részben vagy egészben  a   Disciples: Sacred Lands című angol Wikipédia-szócikk ezen változatának fordításán alapul.  Az eredeti cikk szerkesztőit annak laptörténete sorolja fel. Ez a jelzés csupán a megfogalmazás eredetét és a szerzői jogokat jelzi, nem szolgál a cikkben szereplő információk forrásmegjelöléseként.